# Mezdra
Mezdra (bulharsky Мездра) je město ležící v severozápadním Bulharsku, na rozhraní mezi západním Předbalkánem a Starou planinou, v údolí řeky Iskăr, u ústí Iskarské soutěsky. Město je správním střediskem stejnojmenné obštiny a má přibližně 9 200 obyvatel.

## Historie
Místo bylo osídleno již v pravěku, nejspíš ve 4. tisíciletí př. n. l. Ze starověku je zde doložen vznik opevnění, které dokládá složité soužití mezi Thráky a Tribally. Rozbroje byly ukončeny začleněním území do Římské říše v 1. století. Pevnost, která se nacházela na významné obchodní cestě podél řeky Iskăr, Římané přestavěli. Na přelomu 2. a 3. století pevnost přerostla ve město, které se nacházelo na jazykové hranici mezi latinou a řečtinou. V té době byl nedaleký Ljutibrod významnější a v byzantské epoše tam byla postavena bazilika. Zdejší sídlo časem zaniklo.
Současné sídlo vzniklo až za Bulharského knížectví, kdy se zde začali usídlovat přistěhovalci z blízkého okolí, a podle prvního sčítání lidu v Bulharsku v roce 1881 zde žilo 86 obyvatel. Pro další rozvoj byla klíčová výstavba mostu přes řeku a vybudování silnice spojující Orchanii a Vracu v roce 1887. Přesto zůstala ves malá a v roce 1888 zde zjistili pouze 76 domácností. Zlom nastal v roce 1893, kdy byla zahájena výstavba trati Sofie-Roman, která byla zprovozněna 20. února 1897. Na počátku 20. století zde byly kromě obytných domů postaveny veřejné budovy. V roce 1900 v Mezdře žilo 311 obyvatel a jejich počet se zdvojnásobil po balkánských válkách přistěhováním obyvatel z Kičeva, takže v roce 1920 tu žilo 1 015 obyvatel. V té době zde bylo zřízeno i prestižní německé gymnázium. Na město byla Mezdra povýšena v roce 1949.

## Obyvatelstvo
Ve městě žije 9 955 obyvatel a je zde trvale hlášeno 11 677 obyvatel. Podle sčítání 1. února 2011 bylo národnostní složení následující:
- Bulhaři: 9 407 (97.4 %)
- Romové: 185 (1.9 %)
- Turci: 3 (0.0 %)
- ostatní: 63 (0.7 %)